# Cañón Grieve
El cañón Grieve fue un cañón rayado de retrocarga construido por Juan Grieve en Lima durante la guerra del Pacífico en 1880.

## Historia
En 1879, el ministro de Hacienda Juan Químper le encargó a Juan Grieve fabricar cañones en Lima, durante el gobierno de Mariano Ignacio Prado. Grieve empezó la construcción pidiendo ejes de acero de ferrocarril y un cañón del ejército boliviano para tenerlo de modelo.
Grieve fabricó su cañón en la Escuela de Artes, pero el rayado del ánima lo hizo en la maestranza del ferrocarril inglés.
El informe de la Junta facultativa nombrada por la Secretaría de Guerra del 23 de marzo de 1880 se mostró favorable al cañón Grieve y pidió se fabriquen los que se puedan, pues hasta ese momento solo existía una pieza.
Se fabricaron 32 cañones Grieve que participaron en la Campaña de Lima a un costo aproximado de S/. 958.33 de 24 peniques. De estos, 28 fueron capturados por el ejército chileno y luego adaptados a su artillería. Doce cañones Grieve participaron en el ejército del Congreso en las batallas de Concón y Placilla en la Guerra Civil de 1891 de Chile.

## Características generales
El cañón Grieve era una copia del cañón Krupp de montaña de 60 mm, con algunas variantes. Este tipo de cañón estaba en Lima en octubre de 1879 y pertenecía al ejército boliviano.
Como había escasez de acero en Lima, Grieve diseñó un sistema de zunchado en frío, en el cual el ánima del cañón se introducía a presión mediante una prensa hidráulica en una camiseta de bronce, por eso se tiene la creencia de que eran de bronce pero en realidad eran de acero templado.
El ánima tenía un diámetro de 60,3 mm, ligeramente superior al Krupp, con un rayado de 18 estrías y un paso de 1 vuelta en 35 calibres.
El cierre para la carga en la culata era de cuña simple prismática idéntico al de Krupp. Era de fierro forjado. Para evitar los escapes de gases tenía un obturador de anillo Broadwell de cobre y acero.